# أطلانطس

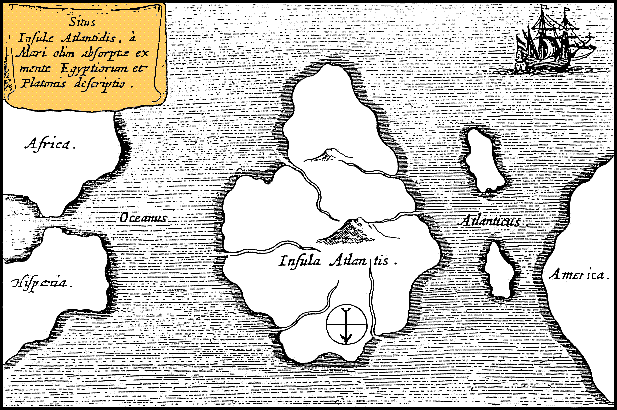
خارطة أثناسيوس كيرشر عن جزيرة اطلنطس في وسط المحيط الأطلسي. من موندوس سوبتيوانيوس في عام 1669. ولقد نشرت هذه الخارطة في أمستردام، والخارطة فيها جهة الجنوب من الأعلى حسب رسم الخرائط العربية

أطْلَنْتِس (باليونانية، ἀτλαντὶς νῆσος) أو أطلانطس أو جزيرة أطلس أو أطلانتس أو أتلاطتس، قارة افتراضية أسطورية لم يثبت وجودها حتى الآن بدليل قاطع، ذكرها أفلاطون في محاورتين مسجلتين له، طيمايوس وكريتياس وتحكي عن ما حدثه جده سولون عن رحلته إلى مصر ولقاءه مع الكهنة هناك وحديثهم عن القارة الأطلسية التي حكمت العالم. ألهمت خيال الكثيرين من الكتاب ومنتجي الأفلام لإنتاج عدد ضخم من منتجات الخيال العلمي التي تدور حول هذا الموضوع.

## موقع أطلنتس
قال أحد العلماء إنه ربما يكون قد اكتشف بقايا مدينة أطلانطس المفقودة. حيث كشفت صور الأقمار الصناعية التي تم التقاطها لجنوب إسبانيا عن إن الأرض هناك تطابق الوصف الذي كتبه أفلاطون في مدينته الفاضلة.
ويعتقد دكتور راينر كويهن من جامعة أوبرتال الألمانية أن «جزيرة» أطلانطس تشير إلى جزء من الساحل في جنوب إسبانيا تعرض للدمار نتيجة للفيضانات بين عامي 800 و500 قبل الميلاد.
وتبين الصور للمنطقة المحلية المعروفة باسم ماريزما دو هينوخس بالقرب من مدينة كاديز بنائين مستطيلين في الطين وأجزاء من حلقات ربما كانت تحيط بهما في السابق.
وقال دكتور راينر: «كتب أفلاطون عن جزيرة تحيط بها أبنية دائرية، بعضها من الطين والبعض الأخر من الماء. وما تظهره الصور هو نفس ما وصفه أفلاطون».
ويعتقد دكتور راينر إن الأبنية المستطيلة ربما تكون بقايا المعبد «الفضي» المخصص لإله البحر بوسيدون والمعبد «الذهبي» المخصص لبوسيدون وكيليتو كما جاء في كتاب أفلاطون.
يقول دكتور راينر إن هناك تفسيرين لكبر حجم الجزيرة والحلقات المحيطة بها عما جاء في كتاب أفلاطون.
الاحتمال الأول هو تقليل أفلاطون لحجم أطلانطس والثاني هو أن وحدة القياس التي كانت مستخدمة زمن أفلاطون كان أكبر 20% من المقاييس الحالية.
وإذا كان الاحتمال الثاني هو الصحيح، فإن أحد المستطيلين الموجودين في «الجزيرة» يطابق تمام المقاييس التي ذكرها أفلاطون لمعبد بوسيدون.
وكان أول من انتبه لهذه الصور هو فيرنر فيكبولت، وهو يعمل كمحاضر وأحد المهتمين بأطلنتس، وقام بدراسة صور لكل البحر المتوسط بحثاً عن أي علامة على المدينة التي وصفها أفلاطون.
بعض الدلائل التي تشير إلى وجودها في أعماق المحيط الأطلسي:
- الخرائط التي درسها البحار الشهير (كولومبس) قبل اكتشافه لأمريكا كانت تحتوي على رسم لجزيرة كبيرة غير موجودة في الوقت الحالي يعتقد العلماء أنها أطلنطس نفسها.
- عثر الباحثون على سور يصل طوله إلى 120 كيلومتراً في أعماق المحيط الأطلسي ولا يُعرف حتى الآن إن كان بقايا القارة المفقودة.
- تيار الماء المعروف باسم (تيار الخليج) النابع من القارة الأمريكية والمتجه لقارة أوروبا يتفرع إلى جزأين في منتصف المحيط الأطلسي وكأنه يلتف على الأرض! يعتقد العلماء أن هذا التفرع سببه وجود قارة أطلنطس قديماً.

## رسم مبني على وصف أفلاطون لأطلنتس
رسم مبني على وصف أفلاطون لأطلنتس
وقال فيكبولت: «هذا هو المكان الوحيد الذي ينطبق عليه وصف أفلاطون».
وأضاف فيكبولت إنه ربما خلط الإغريق بين معنى كلمة مصرية تشير إلى الشاطئ وأخرى تعني الجزيرة خلال نقل قصة أطلنتس.
ويقول توني ولكنسون وهو خبير في الاستشعار عن بعد في جامعة أدنبره الاسكتلندية إن من الممكن أن يحدث خطأ في تفسير الصور الملتقطة باستخدام الأقمار الصناعية.
وأضاف: «نحن نستخدم التصوير بالأقمار الصناعية للتعرف على الآثار على الأرض ثم التأكد منها في الموقع نفسه. ومن ثم نقوم بتفسير ما نراه. ونحن في حاجة إلى توقيت زمني مقرب، وإلا فإنك تتعامل مع تراكيب. لكن الصور مثيرة للاهتمام».
وقد استحوذت أطلانطس على خيال الفلاسفة والمفكرين على مر الزمن. ويأتي أول ذكر لها في كتابات أفلاطون.
وقام الكثيرون بالمغامرات من أجل البحث عن المدينة التي تتمتع بجمال طبيعي وثروة كبيرة.
وربطت إحدى النظريات الحديثة بين أطلنتس وإحدى المناطق الواقعة في مضيق جبل طارق وغرقت في البحر منذ 11 ألف عام.
ويقول دكتور راينر إن السهل الذي ذكره أفلاطون ربما يكون السهل الممتد من الساحل الجنوبي لإسبانيا إلى الشمال حتى يصل إلى مدينة إشبيلية. أما الجبال العالية فربما تكون سييرا مورينا وسييرا نيفادا.
ويضيف: «ذكر أفلاطون إن أطلانطس كانت بالنحاس. يوجد نحاس في المناجم التي تقع في جبال سييرا مورينا».
ولاحظ دكتور راينر إن الحرب بين أطلانطس والدول التي تقع غرب البحر الأبيض المتوسط تتشابه مع الهجمات على مصر وقبرص والتي وقعت خلال القرن 12 قبل الميلاد من قبل من أطلق عليهم قراصنة البحر.
ولذلك فهو يعتقد أن سكان أطلنتس وقراصنة البحر هم نفس الأشخاص.
ويعني هذا إن المدينة كانت موجودة خلال العصر الحديدي أو العصر البرونزي.
ويقول دكتور راينر إنه يأمل في أن يجذب انتباه علماء الآثار من أجل التنقيب في الموقع. ولكن هذا الأمر يواجه بعض الصعوبة حيث أنه يقع داخل منتزه دونا الطبيعي.

## اكتشاف طروادة

جزيرة سانتوريني الأقرب إلى مواصفات أفلاطون

لم يهتم أحد بمحاورتي أفلاطون عن هذه القارة ووصفها باعتبارها أسطورة من أساطير الإغريق خصوصًا أنه تحدث عن بوسيدون إله البحر لدى الإغريق الذي امتلك جزر القارة لنفسه، لكنهم فوجؤوا باكتشاف مدينة طروادة الأسطورية التي جسد أحداث الحرب التي دارت فيها الشاعر اليوناني القديم هوميروس في ملحمتيه الإلياذة والأوديسا، مما أحيا آمال البعض في البحث والعثور عن أطلنتس.

## موقعها
من الناحية التاريخية فإن معظم المواقع المقترحة هي بالقرب من جزر البحر الأبيض المتوسط مثل سردينيا، كريت وسانتوريني، صقلية، قبرص، ومالطة. ومناطق أخرى كالمحيط الأطلسي، الذي يرتبط إسمه بها ارتباطاً وثيقاً.